# Panilla hemicausta
Panilla hemicausta är en fjärilsart som beskrevs av George Francis Hampson 1914. Panilla hemicausta ingår i släktet Panilla och familjen nattflyn. Inga underarter finns listade i Catalogue of Life.